# Brostep
El brostep, también llamado robostep o metalstep, es un subgénero del dubstep  con pequeñas influencias del complextro, drum and bass y el heavy metal, popularizado específicamente en Estados Unidos. Actualmente tiende mucho a confundirse con el dubstep.

## Historia
En 2011, el dubstep alcanzó una considerable aceptación en el mercado de los EE. UU. a través de un estilo post-dubstep conocido como brostep. Aunque el término brostep ya era utilizado en el Reino Unido a finales de los años 2000 para describir de forma despectiva un estilo de dubstep más ruidoso y con predominio de los medios (ejemplos tempranos en productores como Rusko, Caspa, Datsik o Excision), estos trabajos aún mantenían gran parte de la estructura y estética del dubstep original de Londres. El sonido característico que hoy se asocia globalmente al brostep fue definido y popularizado por Skrillex a partir de 2010, con el EP Scary Monsters and Nice Sprites. A diferencia de sus predecesores, Skrillex incorporó técnicas de diseño sonoro propias del electro house y del complextro, con drops fragmentados, uso intensivo de glitches, cambios de ritmo y una producción orientada a grandes escenarios.

## Características
A diferencia de estilos de producción dubstep tradicionales, que hacen hincapié en el contenido de subgraves, el brostep acentúa el registro medio y cuenta con «fluctuaciones robóticas y agresión al estilo metal». Según Simon Reynolds, a medida que el dubstep ha ganado un público más amplio y se ha movido de locales pequeños, como clubs, a  grandes eventos al aire libre, el contenido subsónico fue reemplazado gradualmente por riffs de bajo distorsionados que funcionan más o menos en el mismo registro de la guitarra eléctrica en el heavy metal.
El término brostep ha sido utilizado por algunos como un descriptor algo peyorativo para un estilo popular americanizado del dubstep. Algunos puristas del dubstep criticaron el brostep debido a su preocupación por los timbres que suenan «duros» y agresivos. En el Reino Unido el brostep ha sido jocosamente denominado bruvstep. Los artistas de Estados Unidos y Canadá a menudo se inspiraron en los productores británicos, que suelen trabajar menos con los subgraves y más con los sonidos de rango medio, como Caspa, Rusko y Vexd. El mismo Rusko ha afirmado en una entrevista para la cadena BBC Radio 1Xtra que «el brostep es una especie de culpa mía, pero ahora he comenzado a odiarlo de una manera... Es como si alguien te gritara en la cara... y tú no quieres eso.» 
Según una crítica de la BBC de su álbum "SONGS", del 2012, el disco era un intento confuso de Rusko para realinear su música con una "herencia jamaicana" y distanciarse del dubstep producido por sus imitadores.
Al comentar sobre el éxito de los productores estadounidenses como Skrillex, Skream también declaró: «Creo que a mucha gente de aquí le duele porque es un sonido británico pero ha tenido que ser alguien con influencias de fuera del sonido original el que hiciera que el impacto fuera mayor. Lo malo de esto es que un montón de gente va a decir “dubstep es igual a Skrillex”. Pero, honestamente, eso no me molesta. Me gusta la música que él hace.»
Otros artistas norteamericanos que han sido asociados con el sonido brostep son los productores canadienses Excision, Datsik y Downlink, también influidos por el sonido del moombahton. Su estilo de producción ha sido descrito por Mixmag como «un sonido brutalmente duro aunque brillantemente producido, que gustó más a Marilyn Manson y Nine Inch Nails que a los aficionados amantes del UK Garage del Reino Unido.» Otros productores que se destacan son 12th Planet y Bassnectar. Para muchos, los DJ/productores Bassnectar y Liquid Stranger son considerados los pioneros del género.
Skrillex utilizaba mucho el brostep en sus canciones. Actualmente es el productor más reconocido y comercial del brostep Junto a  Zomboy y Skism.

## Deathstep
El deathstep es un género del brostep fuertemente influenciado por géneros englobados en el metal extremo, como el death metal, el deathcore, el metalcore e incluso el black metal. El género comenzó como un término amplio para varios estilos de brostep inspirados en el heavy metal más de lo que el brostep suele estarlo, y desde entonces se ha consolidado.
El sonido inicial del deathstep contenía influencias metaleras más evidentes: un uso intensivo de guitarras entrecortadas, voces con gritos y guturales, y también incluía a menudo baterías en vivo (sobre todo en los redobles). Estos elementos se mezclaban con vibraciones de bajo y ritmos a medio tiempo para crear el efecto de un breakdown.
A mediados de la década de 2010, durante el declive de la popularidad del brostep, el deathstep se convirtió en un género mucho más consolidado. El género comenzó a contener influencias metaleras menos evidentes, pero se volvió más oscuro y pesado que en sus inicios. El género contiene influencias de diversas formas de música noise e industrial, y también se ha distanciado del típico sonido brostep, centrándose menos en la accesibilidad. Muchos artistas de deathstep incorporan riddim a su sonido, en particular la atonalidad del género, el uso de la repetición para crear un efecto hipnótico y los sintetizadores poco convencionales. Uno de los elementos principales del deathstep es el uso de bajos machine gun. Se trata de sintetizadores pesados y rápidos con un decaimiento muy corto, generalmente en tresillos. Otra característica principal son los sintetizadores pesados, atonales, con un sonido casi de ruido blanco.
Aunque algunos artistas ya habían experimentado con el sonido deathstep antes de su lanzamiento, el nombre del género fue acuñado por Bratkilla con su álbum The Deathstep LP en 2011. Este álbum se convirtió en una de las principales inspiraciones para muchos artistas de la escena y ayudó a dar forma al sonido del género.